# مللون‌کوله

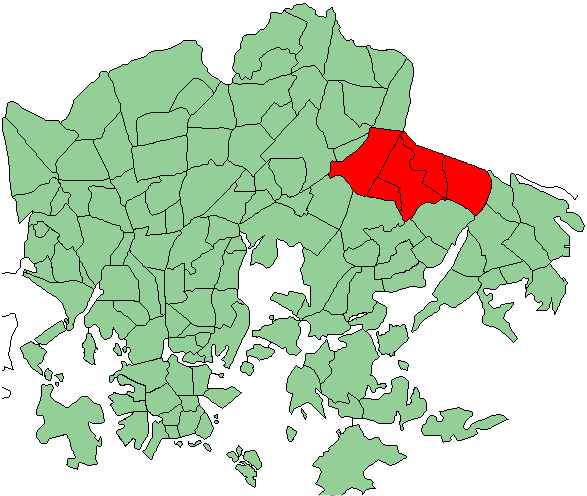
موقعیت مِلْلونْکولَه در نقشه هلسینکی

مِلْلونْکولَه (سوئدی: Mellungsby) محله ای در شرق هلسینکی فنلاند است. مساحت آن ۹٫۹ کیلومتر مربع بوده و ۳۶۳۶۰ نفر نیز جمعیت دارد.
پنج حومه در مِلْلونْکولَه وجود دارد:
- کنتولا
- وسالا
- مللون‌مکی
- کیویککو
- کورکیمکی

مللون‌کوله پیش از جنگ جهانی دوم دارای سکونتگاه‌های حومه‌ای بود.